# 好美靜
《好美靜》是新加坡女歌手許美靜的第一張粵語專輯，於1998年3月12日發行，共有10首曲目。整張專輯歌曲均改編自許美靜前三張國語專輯《遺憾》、《都是夜歸人》、《蔓延》的部份歌曲。

## 曲目
| 曲序 | 曲目         |      | 作曲   | 编曲         | 备注                          |
| ---- | ------------ | ---- | ------ | ------------ | ----------------------------- |
| 1.   | 寧願做夢     | 李敏 | 陳佳明 | 吳慶隆       | 國語原曲為《蔓延》            |
| 2.   | 蠢女人       | 李敏 | 陳佳明 | 萬恩全       | 第一主打歌 國語原曲為《鐵窗》 |
| 3.   | 少數         | 林夕 | 陳佳明 | 吳慶隆       | 第二主打歌 國語原曲為《單數》 |
| 4.   | 幸福         | 林夕 | 許美靜 | 吳慶隆       | 國語原曲為《漩渦》            |
| 5.   | 不需再會     | 青介 | 陳佳明 | 吳慶隆       | 國語原曲為《遺憾》            |
| 6.   | 我到底要什麼 | 李敏 | 許美靜 | Dreak Zuzart | 國語原曲為《生活》            |
| 7.   | 單身         | 青介 | 陳佳明 | Dreak Zuzart | 國語原曲為《答案》            |
| 8.   | 想家的女人   | 林夕 | 陳佳明 | 吳慶隆       | 國語原曲為《玫瑰》            |
| 9.   | 遊戲         | 李敏 | 許美靜 | 黃銘源       | 國語原曲為《交通》            |
| 10.  | 星閃閃       | 青介 | 陳佳明 | 吳慶隆       | 國語原曲為《聽那星光歌唱》    |

## 唱片版本
- 盒帶版
- 香港CD版

## IFPI唱片銷量榜
- 日期 位置 歌手 專輯
- 3-19 1 許美靜 好美靜
- 3-26 1 許美靜 好美靜
- 4-2 4 許美靜 好美靜
- 4-9 9 許美靜 好美靜

1. ↑  ISRC-國際標準錄音錄影資料代碼查詢系統